# Оригами
Оригами (јап. 折り紙; ori – „савијање” + kami – „папир”) је традиционална јапанска вештина креирања модела од папира. Традицинално се користи квадрат али постоји велики број модела који се прави и од другачијих облика папира – правоугаоника, троугла, осмоугаоника итд.
Мали број основних оригами набора може се комбиновати на различите начине да би се направио замршени дизајн. Најпознатији оригами модел је јапански ждрал од папира. Генерално, ови дизајни почињу са квадратним листом папира чије странице могу бити различитих боја, отисака или узорака. Традиционални јапански оригами, који се практикује још од периода Едо (1603–1867), често је био мање строг у погледу ових конвенција, понекад секући папир или користећи неквадратне облике за почетак. Принципи оригамија се такође користе у стентовима, паковању и другим инжењерским апликацијама.

## Историја
Не постоје прецизни подаци о томе када је оригами настао. Најчешће се везује за изум папира у Кини негде око 2. века н. е. Иако је тамо највероватније и настао, оригами је прави процват доживео у Јапану, где се и третира као национална уметност. Поред Јапана, ова вештина се појавила и у другим деловима света, на пример, у Шпанији где је позната под именом Papiroflexia.
Већ у 8. веку, оригами је постао саставни део разних церемонија у Јапану. Самураји су размењивали поклоне који су на себи имали украсе „ноши” – савијене траке папира. За време обреда шинтоистичких венчања, коришћени су оригами лептири који су симболизовали младенце.
Године 1893. индијски државни службеник Т. Сандара Рао објавио је Геометријске вежбе савијања папира које су користиле савијање папира за демонстрирање доказа геометријских конструкција. Овај рад је био инспирисан употребом оригамија у систему вртића. Рао је показао приближну трисекцију углова и подразумевао је да је конструкција кубног корена немогућа.
Године 1936. Маргарита П. Белок је демонстрирала да примену ’Белоковог савијања’, касније коришћеног у шестом Хузита–Хаторијевом аксиому, што је омогућило решавање опште кубне једначине коришћењем оригамија.
Године 1949, Р К Јејтсова књига „Геометријске методе“ је описала три дозвољене конструкције које одговарају првој, другом и петом Хузита–Хаторијевом аксиому.
Јошизава–Рендлетов систем наставе по дијаграму уведен је 1961.
Године 1980. објављена је конструкција која је омогућила трисецирање угла. Трисекције су немогуће по Еуклидским правилима.
Такође 1980. године, Корио Миура и Масамори Сакамаки демонстрирали су нову технику савијања мапе при чему се набори праве по прописаном шаблону паралелограма, што омогућава да се мапа прошири без икаквих прегиба под правим углом на конвенционални начин. Њихов образац омогућава да линије преклопа буду међусобно независне, та се мапа може распаковати једним покретом повлачењем њених супротних крајева, а такође и пресавијати гурањем два краја један ка другом. Нису потребне претерано компликоване серије покрета, а пресавијени Миурори се могу спаковати у веома компактан облик. Године 1985. Миура је известио о методи паковања и постављања великих мембрана у свемиру, а тек 2012. ова техника је постала стандардни оперативни поступак за орбитална возила.
Месер је 1986. известио о конструкцији помоћу које би се могла удвостручити коцка, што је немогуће са еуклидским конструкцијама.
Прву потпуну изјаву о седам аксиома оригамија путем француског савијања објавио је математичара Жак Жастин 1986. године, али је то било занемарено све док Хумијаки Хузита није поново открио првих шест 1989. године. Први Међународни скуп науке и технологије оригамија (сада познат као Међународна конференција о оригамију у науци, математици и образовању) одржан је 1989. у Ферари, Италија. На овом састанку, Скимеми је дао конструкцију правилног седмоугла.
Око 1990. Роберт Џ. Ланг и други први су покушали да напишу компјутерски код који би решио проблеме оригамија.
Године 1996, Маршал Берн и Бари Хајес су показали да је НП-потпун проблем додељивање патерна набора планинских и долинских набора како би се произвела равна оригами структура почевши од равног листа папира.
Године 1999, Хагова теорема је произвела конструкције које се користе за поделу странице квадрата на рационалне разломке.
Године 2001, између осталих математичких резултата, Бритни Галиван је прво пресавијала чаршав, а затим лист златне фолије на пола 12 пута, супротно веровању да се папир било које величине може савити највише осам пута.
Белкастро и Хал су 2002. године у теоријски оригами донели језик афиних трансформација, са проширењем од {\displaystyle R}2 до {\displaystyle R}3 само у случају једнотеменске конструкције.
Године 2002. Алперин је решио Алхазенов проблем сферне оптике. У истом раду Алперин је показао конструкцију правилног седмоугла. Године 2004. алгоритамски је доказан образац савијања за правилан хептагон. Алперин је користио бисекције и трисекције 2005. за исту конструкцију.
Године 2009. Алперин и Ланг су проширили теоријски оригами на рационалне једначине произвољног степена, са концептом вишеструких набора. Овај рад је био формални наставак Лангове необјављене демонстрације квинтисекције угла из 2004. године.

## Материјал
Оригами се у принципу прави од папира, иако се могу користити и другачији материјали (тканина и сл.)
За вежбу и неке једноставне моделе често се користи папир за фотокопирање стандардне грамаже 70–90 g/m². Поред тога, могуће је користити и разне друге врсте папира – фолију, папир за увијање, хамер и тд. Постоји и специјализован папир за оригами који је најчешће двобојан и већ исечен у облик квадрата.
У Јапану се често користи „ваши” – специјалан папир чвршће структуре направљен од пулпе добијене из коре неколико карактеристичних дрвенастих врста које расту у Јапану.
Постоји и посебна грана оригамија која користи новчанице за прављење модела и то најчешће амерички долар.